# Saison 5 des Portes du temps
Chronologie
Saison 4
Cet article présente le guide des épisodes de la cinquième saison de la série télévisée britannique Les Portes du temps (Primeval).

## Épisode 1:Chevalier de l’anomalie
- Royaume-Uni : 24 mai 2011 sur UKTV[1]
- France : 26 septembre 2011 sur Syfy Universal[2]
- Québec : 6 février 2012 sur Ztélé[3]

- Royaume-Uni : 857 000 téléspectateurs

## Épisode 2:Anomalie sous-marine
- Royaume-Uni : 31 mai 2011 sur UKTV
- France : 26 septembre 2011 sur Syfy Universal[2]

- Royaume-Uni : 761 000 téléspectateurs

## Épisode 3:Un raptor au19esiècle
- Royaume-Uni : 7 juin 2011 sur UKTV
- France : 3 octobre 2011 sur Syfy Universal[2]

- Royaume-Uni : 755 000 téléspectateurs

## Épisode 4:L’invasion de coléoptères
- Royaume-Uni : 14 juin 2011 sur UKTV
- France : 3 octobre 2011 sur Syfy Universal[2]

- Royaume-Uni : 650 000 téléspectateurs

## Épisode 5:La Fin du monde
- Royaume-Uni : 21 juin 2011 sur UKTV
- France : 10 octobre 2011 sur Syfy Universal[2]

- Royaume-Uni : 477 000 téléspectateurs

## Épisode 6:Sauver le monde
- Royaume-Uni : 28 juin 2011 sur UKTV
- France : 10 octobre 2011 sur Syfy Universal[2]

- Royaume-Uni : 477 000 téléspectateurs